# Ptychotrema mazumbiensis
Ptychotrema mazumbiensis es una especie de molusco gasterópodo de la familia Streptaxidae en el orden de los Stylommatophora.

## Distribución geográfica
Es endémica de Tanzania.

## Hábitat
Su hábitat natural son: Bosques  secos tropicales o subtropicales.

## Estado de conservación
Se encuentra amenazada de extinción por la pérdida de su hábitat natural.